# Okres Nyíradony
Okres Nyíradony (maďarsky Nyíradonyi járás) se nachází v Maďarsku v župě Hajdú-Bihar. Jeho správním centrem je město Nyíradony.

## Sídla
V okrese se nachází celkem 9 měst a obcí:
- Álmosd
- Bagamér
- Fülöp
- Nyírábrány
- Nyíracsád
- Nyíradony
- Nyírmártonfalva
- Újléta
- Vámospércs